# Narcissus jeanmonodii
Narcissus jeanmonodii är en amaryllisväxtart som beskrevs av Francisco Javier Fernández Casas. Narcissus jeanmonodii ingår i släktet narcisser, och familjen amaryllisväxter.
Artens utbredningsområde är Marocko. Inga underarter finns listade i Catalogue of Life.